# العلاقات الدنماركية الكازاخستانية
العلاقات الدنماركية الكازاخستانية هي العلاقات الثنائية التي تجمع بين الدنمارك وكازاخستان.

## مقارنة بين البلدين
هذه مقارنة عامة ومرجعية للدولتين:
| وجه المقارنة                                              | الدنمارك                                                     | كازاخستان                      |
| --------------------------------------------------------- | ------------------------------------------------------------ | ------------------------------ |
| المساحة (كم2)                                             | 42.92 ألف                                                    | 2.72 مليون                     |
| عدد السكان (نسمة)                                         | 5.79 مليون                                                   | 17.95 مليون                    |
| الكثافة السكانية (ن./كم²)                                 | 134.9                                                        | 6.6                            |
| العاصمة                                                   | كوبنهاغن                                                     | نور سلطان                      |
| اللغة الرسمية                                             | اللغة الدنماركية                                             | اللغة القازاقية، اللغة الروسية |
| العملة                                                    | كرونة دنماركية                                               | تينغ كازاخستاني                |
| الناتج المحلي الإجمالي (بليون دولار)                      | 324.87 مليار                                                 | 159.41 مليار                   |
| الناتج المحلي الإجمالي (تعادل القوة الشرائية) بليون دولار | 278.61 مليار                                                 | 439.39 مليار                   |
| الناتج المحلي الإجمالي الاسمي للفرد دولار أمريكي          | 51.99 ألف                                                    | 10.51 ألف                      |
| الناتج المحلي الإجمالي للفرد دولار أمريكي                 | 45.54 ألف                                                    | 24.23 ألف                      |
| مؤشر التنمية البشرية                                      | 0.900                                                        | 0.788                          |
| رمز المكالمات الدولي                                      | +45                                                          | +7                             |
| رمز الإنترنت                                              | .dk                                                          | .kz، .қаз ‏                     |
| المنطقة الزمنية                                           | توقيت وسط أوروبا، ت ع م+02:00، ت ع م+01:00، أوروبا/كوبنهاجن ‏ | ت ع م+05:00، ت ع م+06:00       |

## منظمات دولية مشتركة
يشترك البلدان في عضوية مجموعة من المنظمات الدولية، منها:
| علم المنظمة | اسم المنظمة                               | تاريخ انضمام الدنمارك | تاريخ انضمام كازاخستان |
| ----------- | ----------------------------------------- | --------------------- | ---------------------- |
|             | الاتحاد البريدي العالمي                   | ?                     | ?                      |
|             | بنك التنمية الآسيوي                       | 1966                  | 1994                   |
|             | يونسكو                                    | 4 نوفمبر 1946         | 22 مايو 1992           |
|             | البنك الدولي للإنشاء والتعمير             | 30 نوفمبر 1960        | 23 يوليو 1992          |
|             | وكالة ضمان الاستثمار متعدد الأطراف        | 12 أبريل 1988         | 12 أغسطس 1993          |
|             | الاتحاد الدولي للاتصالات                  | 1866                  | 23 فبراير 1993         |
|             | منظمة الشرطة الجنائية الدولية             | ?                     | ?                      |
|             | مؤسسة التمويل الدولية                     | 20 يوليو 1956         | 30 سبتمبر 1993         |
|             | مجموعة الموردين النوويين                  | ?                     | ?                      |
|             | الأمم المتحدة                             | 24 أكتوبر 1945        | 2 مارس 1992            |
|             | منظمة الأمن والتعاون في أوروبا            | 25 يونيو 1973         | 30 يناير 1992          |
|             | مؤسسة التنمية الدولية                     | 30 نوفمبر 1960        | 23 يوليو 1992          |
|             | الفريق المعني برصد الأرض                  | ?                     | ?                      |
|             | منظمة حظر الأسلحة الكيميائية              | ?                     | ?                      |
|             | المركز الدولي لتسوية المنازعات الاستشارية | 24 مايو 1968          | 21 أكتوبر 2000         |

## وصلات خارجية
- موقع وزارة الخارجية الدنماركية
- موقع وزارة الخارجية الكازاخستانية